# (9933) Алексеев
(9933) Алексеев (лат. Alekseev) — типичный астероид главного пояса, который был открыт 23 августа 1985 года советскими астрономами Черных Н. С. и Черных Л. И. в Крымской обсерватории и назван в честь Анатолия Семёновича Алексеева, академика АН СССР профессора Новосибирского университета.

Орбита астероида Алексеев и его положение в Солнечной системе